# Postmedia News
Postmedia News é uma agência de notícias do Canadá, Europa e EUA que pertence ao Postmedia Network, Um dos domínios é o site canada.com.